# Estercuel
Estercuel è un comune spagnolo situato nella comunità autonoma dell'Aragona.